# Eleutherodactylus olibrus
Eleutherodactylus olibrus är en groddjursart som beskrevs av Schwartz 1958. Eleutherodactylus olibrus ingår i släktet Eleutherodactylus och familjen Eleutherodactylidae. Inga underarter finns listade i Catalogue of Life.